# Niesamowita McCoy
Niesamowita McCoy (ang. The Real McCoy) – amerykański film fabularny z 1993 roku w reżyserii Russella Mulcahy'ego. Zdjęcia do filmu nakręcono w Atlancie.

## Fabuła
Włamywaczka Karen McCoy po sześciu latach wychodzi z więzienia. Pragnie zacząć uczciwe życie i zaopiekować się synkiem. Jednak dziecko zostaje porwane przez byłego wspólnika kobiety, który żąda, by ta okradła bank.

## Obsada
- Kim Basinger - Karen McCoy
- Val Kilmer - J.T. Barker
- Terence Stamp - Jack Schmidt
- Gailard Sartain - Gary Buckner
- Zach English - Patrick
- Raynor Scheine - Baker
- Deborah Hobart - Cheryl Sweeney

i inni